# Tylko Ty (telenowela)
Tylko Ty (hiszp. Como tú ninguna) – wenezuelska telenowela wyemitowana w latach 1994-1995. W rolach głównych Gabriela Spanic i Miguel de León.

## Wersja polska
W Polsce telenowela była emitowana na kanale Zone Romantica.

## Fabuła
Gilda Barreto była biedną dziewczyną wiodącą ubogie życie u boku matki chrzestnej. Pewnego razu spotkała i pokochała pochodzącego z bogatej rodziny Raymunda Landaetę. Para pobrała się, a Gilda zaszła w ciążę. Matka Raymunda, Leonidas chciała syna ożenić z bogatą Yamilex. Ich intrygi doprowadzają w końcu do rozpadu małżeństwa. Raymundo wyjeżdża w podróż, a Gilda wraca do biednej dzielnicy chwytając się prac dorywczych, by się utrzymać. W końcu dziewczyna zaczyna śpiewać w lokalu, pod pseudonimem Coral. Tam poznaje Raula de la Pena, który się w niej zakochuje. Wkrótce Gilda zostaje fałszywie oskarżona o morderstwo. Gdy wydostanie się z więzienia, będzie musiała jeszcze stawić czoło porywaczom swej córeczki Asuncion, uchronić ją przed śmiercią w katastrofie samolotu, odnaleźć swego prawdziwego ojca oraz wielką miłość.

## Obsada
- Gabriela Spanic - Gilda Barreto[1] / Raquel Sandoval
- Miguel de León - Raúl de la Peña
- Eduardo Luna - Raymundo Landaeta
- Bárbara Teyde - Leonidas de Landaeta
- Carolina López - Alina Fuenmayor
- Miguel Alcántara - Maximiliane Ruiz
- Elluz Peraza - Mariza Monales
- Henry Galué - Braulio Monales
- Alberto Gómez - Doktor Jorge Díaz
- Belén Díaz - Lucrecia de la Peña
- Laura Zerra - Eulalia
- Juan Carlos Vivas - Bernardo Sandoval
- Angélica Arenas - Daniela Sandoval
- Lizbeth Manrique - Katy Sandoval
- David Bermúdez - Álvaro Pacheco "El Tarántula"
- Marita Capote - Silvia Machado
- Aura Elena Dinisio - Silvia Machado
- Hilda Blanco - Asunción Marcheno
- Lucy Orta - Magdalena Machado
- Rita De Gois - Cecilia de Acevedo
- Olga Henríquez - Rosalía
- Mauricio González - juez Gómez
- Hans Christopher - Argenis Sabala
- Estelita Del Llano - Zulema Suárez
- Isabel Hungría - Remigia
- Martha Carbillo - Celsa, służąca Rosalii
- Omar Moynelo - Demetrio Azevedo
- Verónica Doza - Verónica Beltrán
- Orlando Casín - Doktor Argelis
- José Ángel Urdaneta - Andrés
- Chumico Romero - Laura
- Manolo Manolo - Rafael
- Mónica Rubio - Elsa de la Peña
- Fabiola Colmenares - Jamilex Jil
- Yalitza Hernández - Lilia
- Diego Acuña - Rigoberto Sabadis
- Laura Términi - Amalia
- Juan Carlos Baena - Ronaldo Landaeta
- Ana María Pagliacci - Emilia Landaeta
- Johnny Zapata - Eduardo Ajeda
- Carmen Arencibia - Matka przełożona
- Gaspar 'Indio' González - Agustín
- Víctor Hernández - Bruno Acevedo
- Carmen Francia - Ofelia
- Yamandú Acevedo - Elías Zamora i Eduardo Zamora
- Estílita Rangel - Magnolia
- Israel Maranatha - Miguel Corona
- Jenny Valdez - Alicia
- Estrella Castellanos - Elvira
- Julio Bernal - Zacarrías
- Aidita Artigas - Petra
- Angel Espina - Leonardo de La Peña
- Svenn Luna - Celio Flores

## Adaptacje
W 2017 roku powstała nowa wersja tej telenoweli zatytułowana El vuelo de la victoria, z udziałem Pauliny Goto, Andrésa Palaciosa i Mane de la Parra.